# Santa Cruz (Tucumán)
Santa Cruz es una localidad argentina ubicada en el departamento Simoca de la provincia de Tucumán. Se encuentra sobre la ruta provincial 328, a 500 metros del río Gastona. Este río viene cambiando su cauce acercándose cada vez más al pueblo, que cuenta a su vez con escasa infraestructura para acceder durante épocas de lluvia.

## Población
Cuenta con 187 habitantes (Indec, 2010), lo que representa un descenso del 29% frente a los 256 habitantes (Indec, 2001) del censo anterior.
| Gráfica de evolución demográfica de Santa Cruz entre 1991 y 2010 |
|                                                                  |
| Fuente: Censos nacionales del INDEC                              |